# باسكال إسترادا (لاعب كرة قدم)
باسكال إسترادا (بالألمانية: Pascal Juan Estrada)‏ هو لاعب كرة قدم نمساوي، ولد في 12 مارس 2002 في لينتس في النمسا.

## وصلات خارجية
- باسكال إسترادا (لاعب كرة قدم) على موقع الاتحاد الأوربي (الإنجليزية)
- باسكال إسترادا (لاعب كرة قدم) على موقع قاعدة بيانات كرة القدم.إي يو (الإنجليزية)
- باسكال إسترادا (لاعب كرة قدم) على موقع Soccerway.com (الإنجليزية)
- باسكال إسترادا (لاعب كرة قدم) على موقع عالم كرة القدم.نت (الإنجليزية)